# استئارات روی
استئارات روی (به انگلیسی: Zinc stearate) یک ترکیب شیمیایی با شناسه پاب‌کم ۱۱۱۷۸ است. شکل ظاهری این ترکیب، پودر نرم سفید است.
استئارات روی (زینک استئارات) پودری سفید رنگ میکرونیزه و آبگریز است که در خانواده صابون‌های روی قرار دارد . این ماده پر کاربرد صنعتی از واکنش اسیدهای چرب با ترکیبی از فلز روی حاصل می‌شود ،.
استئارات روی به عنوان روان‌کننده صنعت پلیمر کاربرد دارد .
پلیمرها مولکول‌های بلند زنجیری هستند که در حرارت‌های بالای نقطه ذوب شان، ویسکوز و چسبنده می‌شوند. نیروهای اصطکاکی بین پلیمر-پلیمر، پلیمر-فلز، پلیمر-پرکننده (فیلر)، پرکننده-پرکننده و پرکننده-فلز حرکت کامپاند پلیمری را با مشکل مواجه می‌کند. در این میان روان‌کننده‌ها با کاهش ضریب اصطکاک سطوح در حال حرکت این مشکل را برطرف می‌کنند.
در میان روان‌کننده‌ها، استئارات روی  zinc steararte یک افزودنی بسیار مهم در تولید و فرایند پلیمرها است. این ماده به عنوان روان‌کننده داخلی در پودرهای قالب ریزی و به عنوان روان‌کننده قالب و... استفاده می‌شود.
برای این منظور نکته پر اهمیت در مورد استئارات روی این است که عاری از روی به صورت فلز باشد زیرا فلز روی منجر به شکست پلیمر می‌شود.
صنایع تولید لاستیک از جمله صنعت‌های مهمی است که از لحاظ اقتصادی کمک قابل توجهی به اقتصاد کشور میکند. جهت بهبود کاربردهای صنعتی مطالعات بسیاری بر روی لاستیک و مواد تشکیل دهنده آن صورت گرفته‌است.
لاستیک طبیعی یکی از مواد چندمنظوره ای است که به واسطه خواص منحصر به فرد فیزیکی، شیمیایی و مکانیکی در تولید محصولات مختلف مانند لاستیک، تسمه نقاله، شلنگ و... کاربرد دارد.
از گذشته به‌طور معمول از اسید استئاریک و اکسید روی در پروسه حرارت دهی لاستیک استفاده میشده‌است. این مواد در واقع به نوعی فعال کننده(activator) و شتاب دهنده (accelerator) فرایند به حساب می آیند. بر این اساس میتوان انتظار داشت که استئارات روی نیز بتواند نقشی مهم و اساسی در پروسه حرارت دهی لاستیک ایفا کند.
استئارات روی نمونه ای از صابونهای فلزی است، این ماده در آب و حلالهای قطبی مانند الکل نامحلول میباشد. استئارات روی( fsz5012 zinc Stearate) یکی قدرتمندترین عوامل روان‌کننده و رهایش از قالب به حساب میآید.
نتایج حاصل از آزمایشاتی که توسط محققین انجام شده‌است این را نشان میدهد که استئارات روی میتواند به‌طور کامل جایگزین مواد متداول (اسید استئاریک و اکسید روی) در صنعت فرآوری لاستیک شود. استئارات روی در حضور یا عدم حضور مواد پرکننده خواص بسیار خوبی را از خود نشان میدهد.
برخی از کاربردهای استئارات روی : 
عامل روان‌کننده خارجی در صنایع پلاستیک و پلیمر 
عامل مات‌کننده انواع پلاستیک و پلیمر 
عامل دیسپرس، آزادکننده و پخش‌کننده رنگ در انواع مستر بچ 
عامل سنباده خوری در سیلر
اسامی مشابه استئارات روی: zinc octadecanoate - zinc salt - zinc stearate